# Hans Åkesson (Tott)
Hans Åkesson (Tott) född vid okänd tidpunkt, var riddare och riksråd. Han mördades natten mellan 20 och 21 december 1492 i Bosgården i Mölneby i Östra Frölunda socken. Föräldrarna hette Åke Axelsson (Tott) och Märta Bengtsdotter (Vinstorpaätten). Han är inte omnämnd i källorna förrän 1460, då han redan hade riddartitel.

## Biografi
I unionsstriderna 1469-1470 ställde Hans Åkesson på Karl Knutssons sida. Han blev riksråd senast 1477 och nämns som hövitsman på Öresten 1476, 1481 och 1489, var också lagman i Närke, deltog i uppgörelsen med kungen (Kristian I) 1477, var svensk riksråd 1479, deltog på svenska sidan i Halmstad och Kalmars möten 1482-84, var hövitsman på Kalmar slott 1483, året där Hans i Kalmar utsågs till kung av Sverige, sändebud till Köpenhamn 1491. Hans sätesgård var Bjurum i nuvarande Bjurums socken, Gudhems härad.
Han var gift med Kristina Eriksdotter, dotter till Erik Eriksson (Gyllenstierna), med vilken han begravdes på Skara domkyrka.